# Bacopa punctata
Bacopa punctata är en grobladsväxtart som beskrevs av Adolf Engler. Bacopa punctata ingår i släktet tjockbladssläktet, och familjen grobladsväxter. Inga underarter finns listade i Catalogue of Life.